# Demet Özdemir
Demet Özdemir (* 26. února 1992 İzmit) je turecká herečka. Hraje v několika seriálech a jejím největším úspěchem je telenovela Zasněná láska (Erkenci kus), která byla natočena v letech 2018–2019, v níž ztvárňuje dívku Sanem a v níž je jejím partnerem Can Yaman (Can Divit).

## Životopis
Demet Özdemir se narodila 26. února 1992 v İzmit, v provincie Kocaeli (Turecko) matce Ayşen Şener a otci Sinanovi Özdemirovi. Je nejmladší ze tří dětí: má bratra jménem Volkan Özdemir a sestru jménem Derya Özdemir. Její babička patřila k turecké menšině z Bulharska a se svým bratrem se přistěhovala do Německa. V sedmi letech se po rozvodu rodičů přestěhovala s matkou, bratrem a sestrou do Istanbulu. Özdemir v jednom rozhovoru řekla o svém vztahu s otcem: "Léta jsme se neviděli, ale nedávno jsme se usmířili. Nikdy jsem si ale nemyslela, že by nás nenáviděl nebo neměl rád. Je jen velmi tvrdohlavý."[15].